# Neogrády László (festő)
Nógrádi Neogrády László (Budapest, 1896. április 2. – Budapest, 1962. augusztus 26.) festőművész, huszárfőhadnagy.

## Élete
Neogrády Antal festőművész fiaként született. A budapesti Képzőművészeti Főiskolán tanult, ahol Balló Ede volt a mestere. Művei naturalista stílusúak. 1922-től állította ki képeit, a Műcsarnok tárlatain rendszeresen szerepelt. 1929-ben a Fészek Klubban is volt kiállítása. Munkásságáért Horváth Károly-díjjal tüntették ki.
A farkasréti temetőben nyugszik. [49/2-1-26]

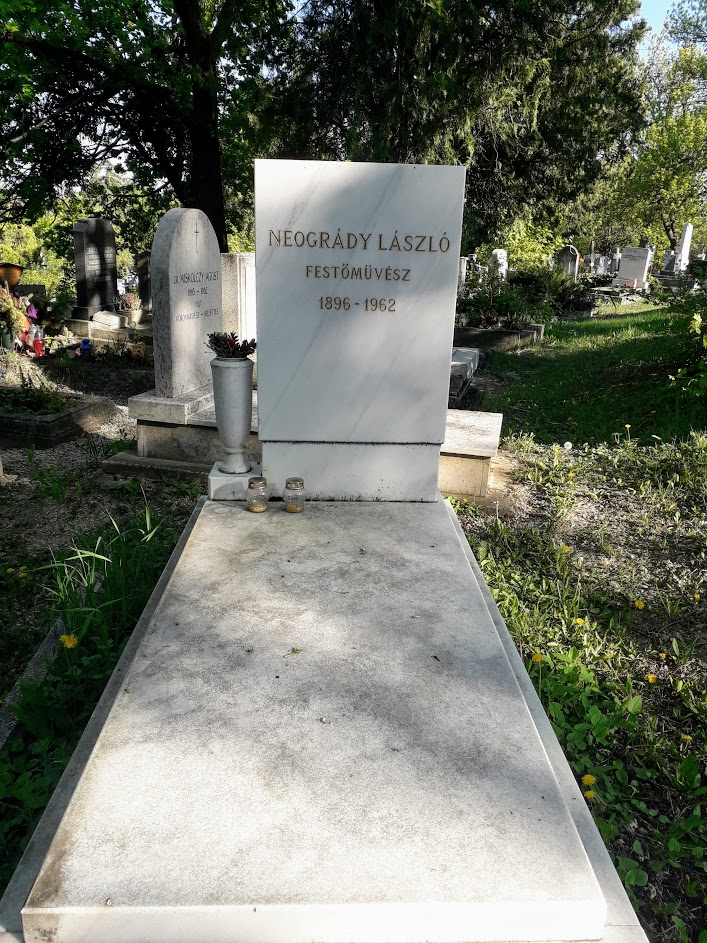
Neogrády László (1896-1962) festőművész, huszárfőhadnagy sírja a Farkasréti temetőben [49/2-1-26